# Кристиано Фигейредо
Кристиано Перейра Фигейредо (на португалски: Cristiano Pereira Figueiredo) е португалски футболист, който играе на поста вратар.

## Кариера
Фигейредо е пазил за Брага, дублиращия отбор на Валенсия, Динамо Букурещ, Херманщад, Белененсеш, ЧФР Клуж, Академика Коимбра, Витория Сетубал и Панетоликос.
На 22 декември 2022 г. Кристиано подписва с варненския Спартак. Дебютира на 11 февруари 2023 г. при загубата с 1:2 като домакин на Лудогорец.

## Национална кариера
На 9 февруари 2012 г. вратарят дебютира в приятелски мач за националния отбор на Португалия до 21 г., при победата с 3:1 като домакин на националния отбор на Швеция до 21 г.

## Успехи
Брага
- Купа на Португалия (1): 2013